# Jacob Charmel
Jacob Charmel (Leiden, 9 januari 1823 – Hellevoetsluis, 25 augustus 1845) was een Nederlandse hofmeester van het transportschip  Zr. Ms. Willem Frederik Hendrik die wegens poging tot moord op zijn commandant ter dood veroordeeld werd. Zijn executie vond plaats in een periode dat de doodstraf in Nederland al zelden werd uitgevoerd. Zijn zaak kreeg extra aandacht, omdat de uitvoering van zijn executie in eerste instantie mislukte en daardoor als bijzonder wreed werd gezien en als een voorbeeld van hoe de doodstraf niet moest worden uitgevoerd.
Voordat hij hofmeester op de  Zr. Ms. Willem Frederik Hendrik werd, was Charmel matroos derde klasse op het transportschip Merwede. Jacob werd op 25 maart 1845 door de zee-krijgsraad ter dood veroordeeld voor de poging tot moord op luitenant ter zee 1e klasse Van Hasselt, bevelhebber van Zr. Ms. Willem Frederik Hendrik. Charmel zou Van Hasselt met een mes in de linkerarm hebben gestoken. Eind augustus wees de Koning het verzoek om gratie af, waarna Jacob Charmel geëxecuteerd werd.
Details van de executie kwamen ruim een week later in de openbaarheid. Het vonnis werd op het in Hellevoetsluis gelegen wachtschip Schelde voltrokken door een vuurpeloton bestaande uit zes mariniers. Na het lossen van de schoten viel Charmel neer, maar een arts constateerde dat hij niet dood was. Daarop vuurden zes andere mariniers een nieuw salvo schoten. Een van de zes geweren weigerde, en de andere vijf schoten raakten Charmel opnieuw niet dodelijk. De marinier wiens geweer geweigerd had, kreeg daarop de opdracht vanaf 2 à 3 passen afstand een genadeschot te lossen. Pas na dit schot was Charmel dood.